# Aconogonon fennicum
Aconogonon fennicum är en slideväxtart som beskrevs av Reiersen. Aconogonon fennicum ingår i släktet sliden, och familjen slideväxter. Inga underarter finns listade i Catalogue of Life.